# Сердюк Василь
Сердюк Василь (нар. 13 березня 1900, Чернігів — 11 вересня 1993) — майор Армії Української Народної Республіки, учасник Визвольних Змагань, актор і театральний декоратор.

## Життєпис
Після поразки національно-визвольних змагань, перебував у таборах для інтернованих у Польщі. Після звільнення з таборів, залишився жити у західній Україні, що в той час була у складі ІІ Речі Посполитої.
Грав у мандрівних трупах на Волині, з 1933 в «Заграві», у Театрі ім. І. Котляревського та імені Л. Українки.
У 1941—1944 — режисер Львівського оперного театру.
Після війни поселився з дружиною акторкою Людмилою у Трентоні, штату Ню-Джерзі, США, де був довголітним членом правління Об'єднання Мистців Української Сцени (ОМУС). З 1963 грав в українському театрі у Філадельфії.
Похований в Саут-Баунд-Брук, США.